# Bhoika
Bhoika fou un petit estat tributari protegit de l'Índia, al Kathiawar, districte de Jhalawar, presidència de Bombai. Estava format per tres pobles amb un únic tributari. El tribut pujava 203 lliures de les quals 176 es pagaven al govern britànic i 27 al nawab de Junagarh; a més a més pagava quasi 10 lliures com a sukri per causa d'Ahmedabad.